# Актюбінська операція
Актюбінська операція — наступальна операція І армії Туркестанського фронту, командиром якого був Фрунзе, проти Південної армії Колчака в районі Оренбурга, Актюбінська та Орська 14 серпня — 4 вересня 1919 року під час громадянської війни в Росії.
Наступ вівся ударними групами Оренбурзькою з району Оренбурга вздовж залізниці на Актюбінськ та Орськ і Верхньоуральською вздовж річки Уралу на Орськ з загальним завданням оточити в районі Орська основні сили супротивника. До складу Оренбурзької групи входили І та ІІ бригади 49-ї дивізії, І бригад 20-ї дивізії і ІІІ кавалерійська дивізія, усього 12 тисяч багнетів, 2 тисячі шабель, 260 кулеметів, 55 гармат. До складу Верхньоуральської групи входили три бригади 24-ї стрілецької дивізії, всього 5700 багнетів, 140 кулеметів, 10 гармат. Між ударними групами наступали дві бригади 20-ї дивізії що налічували близько 5 тисяч багнетів та 16 гармат, фланг І армії південніше Оренбергу забезпечували 3 бригади 49-ї дивізії і татарська бригада, всього близько 4,5 тисяч багнетів і 18 гармат.
Внаслідок запеклого опору значних сил білих Верхньоуральська група була затримана на 150 кілометрів північніше Орська. Оренбурзька група 30 серпня частинами І бригади 20-ї дивізії зайняла Орськ і 2 вересня глибоким рейдом ІІІ кавалерійської дивізії захопила Актюбінськ. Під час переслідування супротивника частинами І армії була узята в полон майже вся Південна армія Колчака і розірвано фронт білих на Туркестанському напрямку. Уральська група білих була ізольована, втративши зв'язок з сибірськими арміями Колчака. Війська Туркестанського фронту і Туркестанської АРСР з'єдналися в районі роз'їзду Муґоджарська 13 вересня 1919 року.